# Verbena officinalis
Verbena officinalis L.  è un'erba perenne nativa dell'Europa appartenente alla famiglia delle Verbenaceae. Cresce fino a un metro di altezza, con un portamento eretto e preferisce suoli calcarei.

## Descrizione
Pianta perenne, erbacea, ascendente, con radice fusiforme; possiede un fusto ruvido, pubescente sugli spigoli, quadrangolare, legnoso alla base e ramificato nella parte superiore. L'altezza della pianta può arrivare ai 100 cm.

## Distribuzione e habitat
Specie comune, presente in tutto il territorio italiano.

## Coltivazione
La verbena è una pianta adatta alla coltivazione in vaso ed in balconi, preferisce luoghi con sole battente.
Il terreno va tenuto umido ma non bagnato, va innaffiata regolarmente, specialmente nel periodo della fioritura quando la pianta richiede più acqua.
In inverno la pianta va tenuta in luoghi chiusi, o riparati dal freddo, e molto luminosi.
Teme la pioggia forte ed il gelo. La moltiplicazione avviene per talea (in estate) o semina in primavera.
Necessita di un terreno ricco di humus e non argilloso, in quanto ha bisogno di terreno che non trattenga acqua, ha bisogno invece di terreno drenante ed umido, per evitare che le radici marciscano. Quindi annaffiare spesso, senza mai che il terreno diventi troppo bagnato, facendo il modo di non farlo mai asciugare. Concimare abbondantemente durante la fioritura, anche con concimi liquidi, ogni 15 giorni.

## Proprietà ed usi
La verbena è una pianta molto utilizzata in erboristeria in quanto ha molteplici proprietà medicinali: viene usata per curare i calcoli, è spasmolitica, drenante, antinfiammatoria, analgesica, diuretica, antidolorifica, tonica, vermifuga, febbrifuga,  tranquillante, ecc. Non va usata in gravidanza. Viene usata tramite infuso, decotto, impacco. Se ne consiglia l'uso esterno, perlomeno come infusi e decotti. L'uso tradizionale è consigliato da secoli come pianta tonica amara, stomachica digestiva, deostruente splenico-biliare. La dose consigliata tradizionalmente è di una tazza di tisana con un cucchiaio di erba 2-3 volte al dì.
Questa pianta è stata utilizzata in erboristeria per trattare problemi nervosi e insonnia. È stata anche considerata un'erba di ispirazione, quindi è stata a lungo ritenuta una potente alleata di poeti e scrittori. Più di recente, gli indiani Pawnee l'hanno utilizzata per migliorare i loro sogni.
A Grimaldi in Liguria viene prodotto il liquore di verbena da famiglie del luogo.